# Aganope thyrsiflora
Aganope thyrsiflora är en ärtväxtart som först beskrevs av George Bentham, och fick sitt nu gällande namn av Roger Marcus Polhill. Aganope thyrsiflora ingår i släktet Aganope och familjen ärtväxter. Inga underarter finns listade i Catalogue of Life.

## Bildgalleri

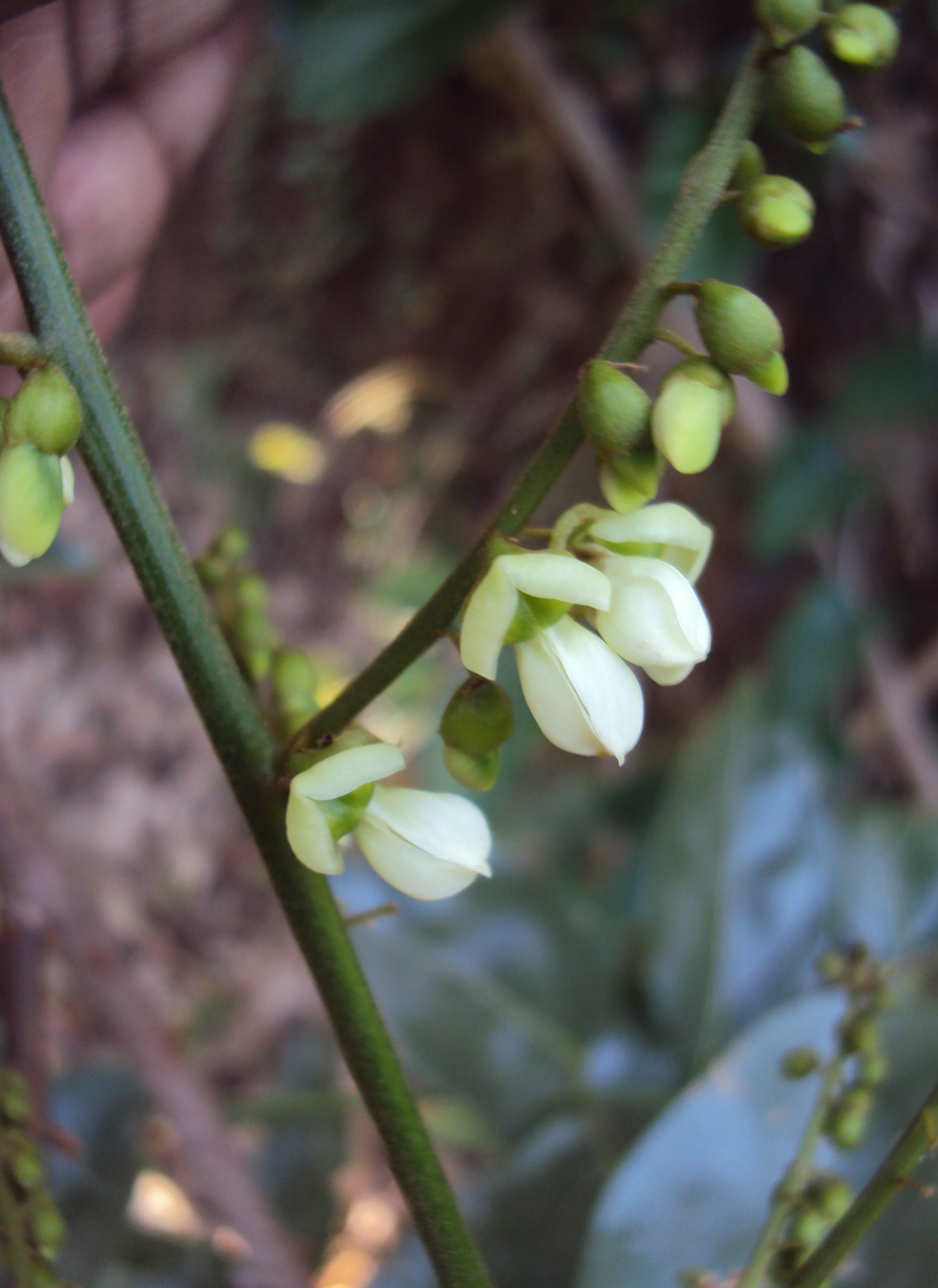
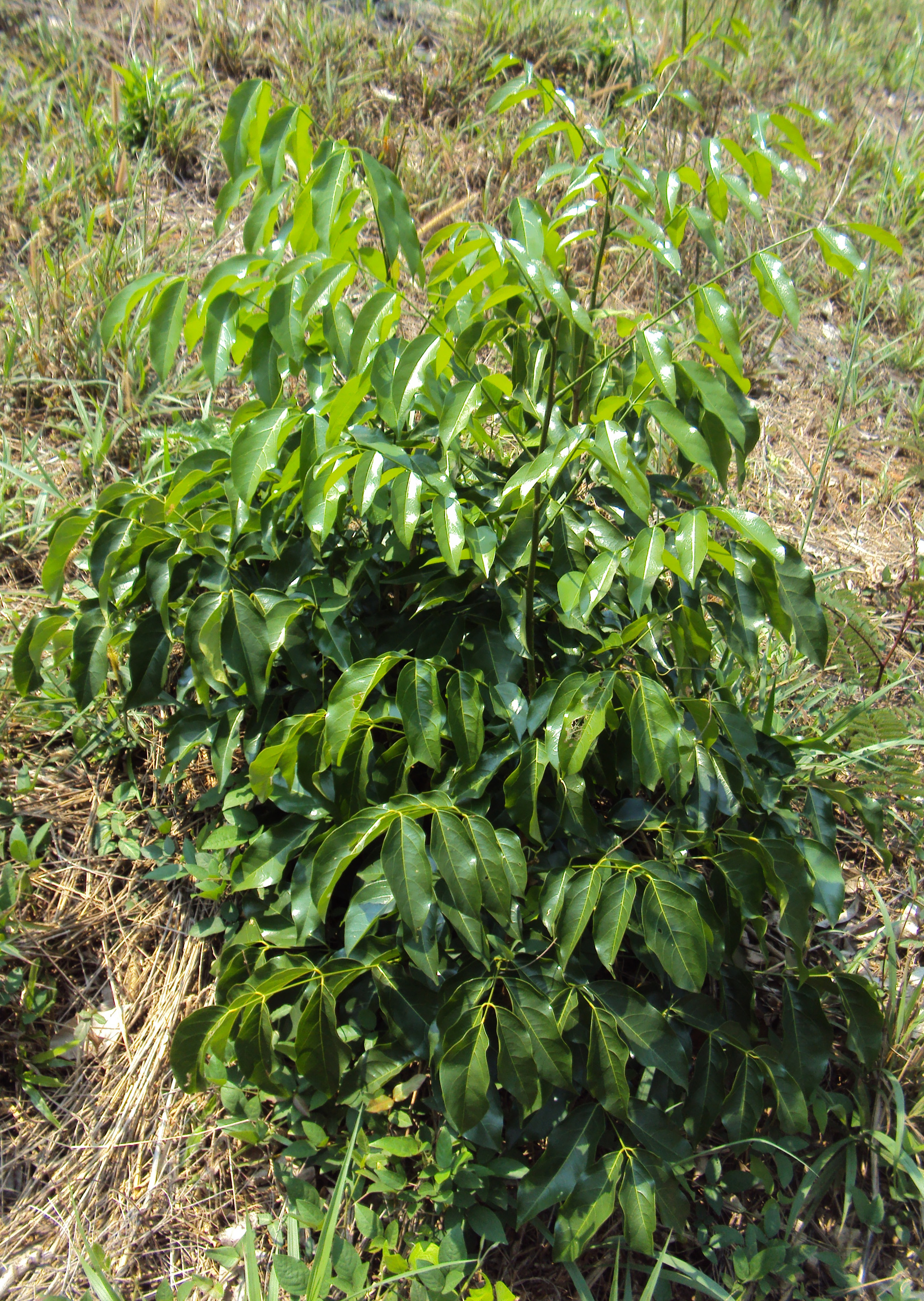
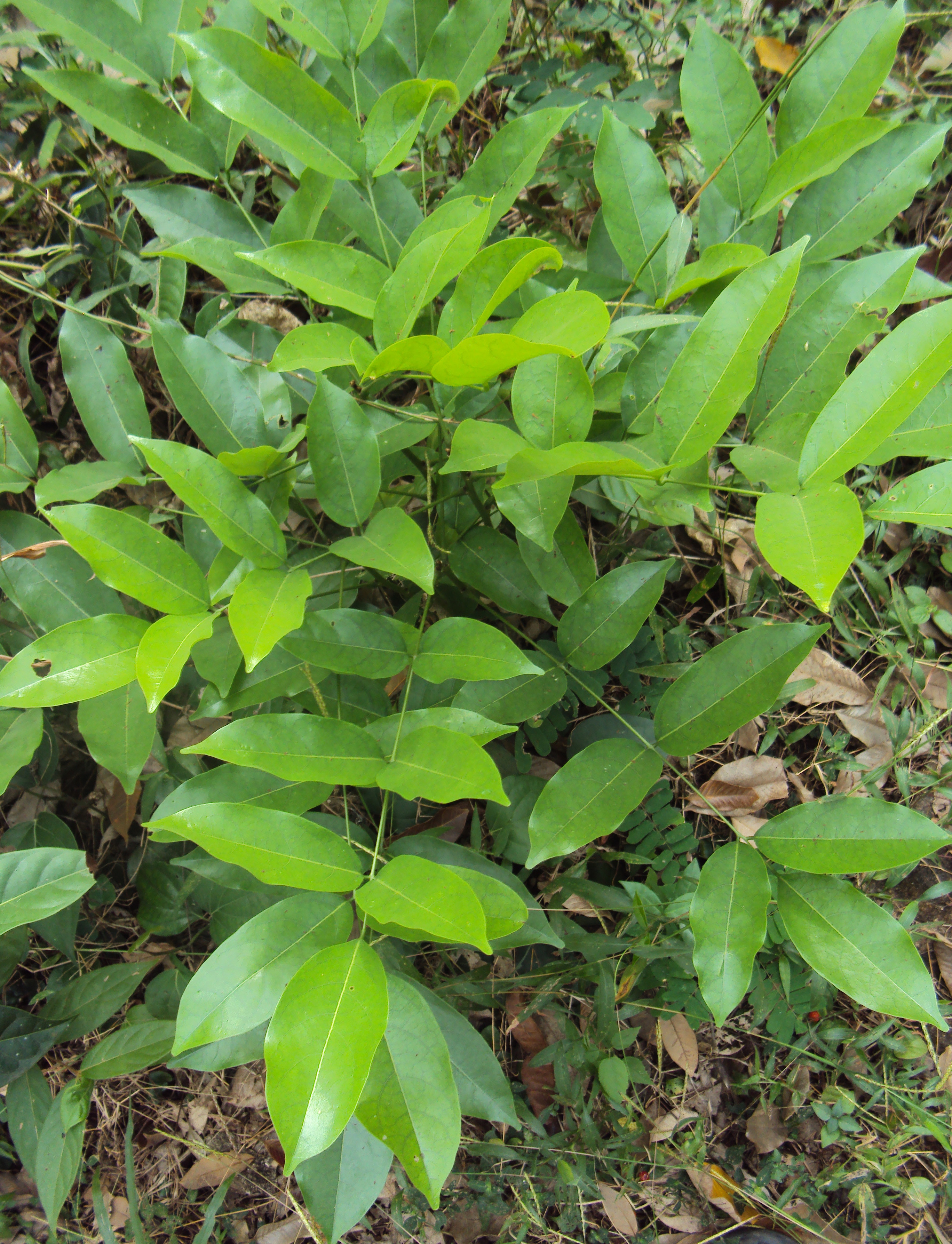
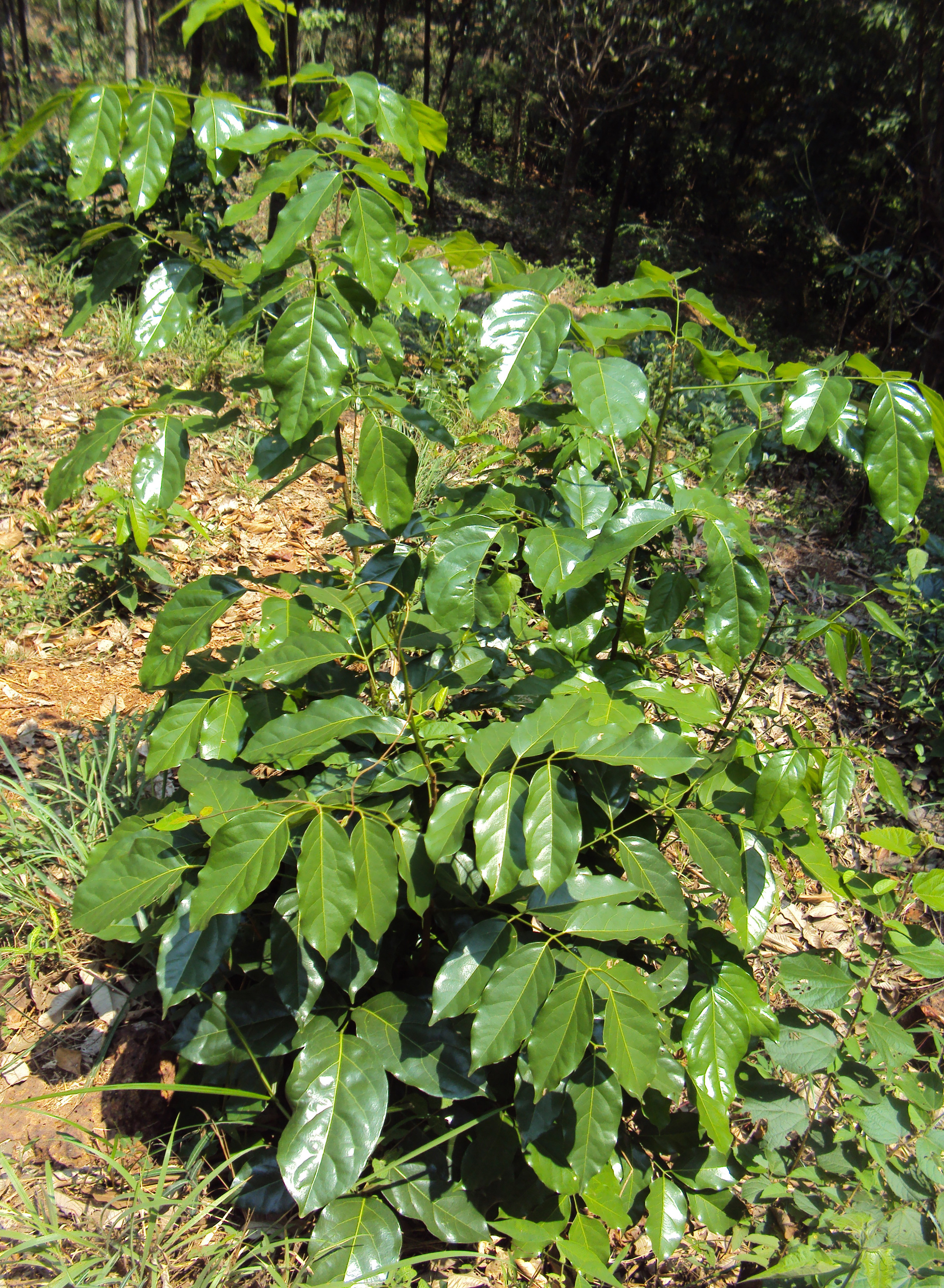